# Csátalja
Csátalja (tyska: Tschatali, kroatiska: Čatalija) är en ort (by) i provinsen Bács-Kiskun i södra Ungern. Orten har 1 228 invånare (2024), på en yta av 39,05 km². Den ligger cirka 16 kilometer söder om Baja.